# Kompot (narkotyk)

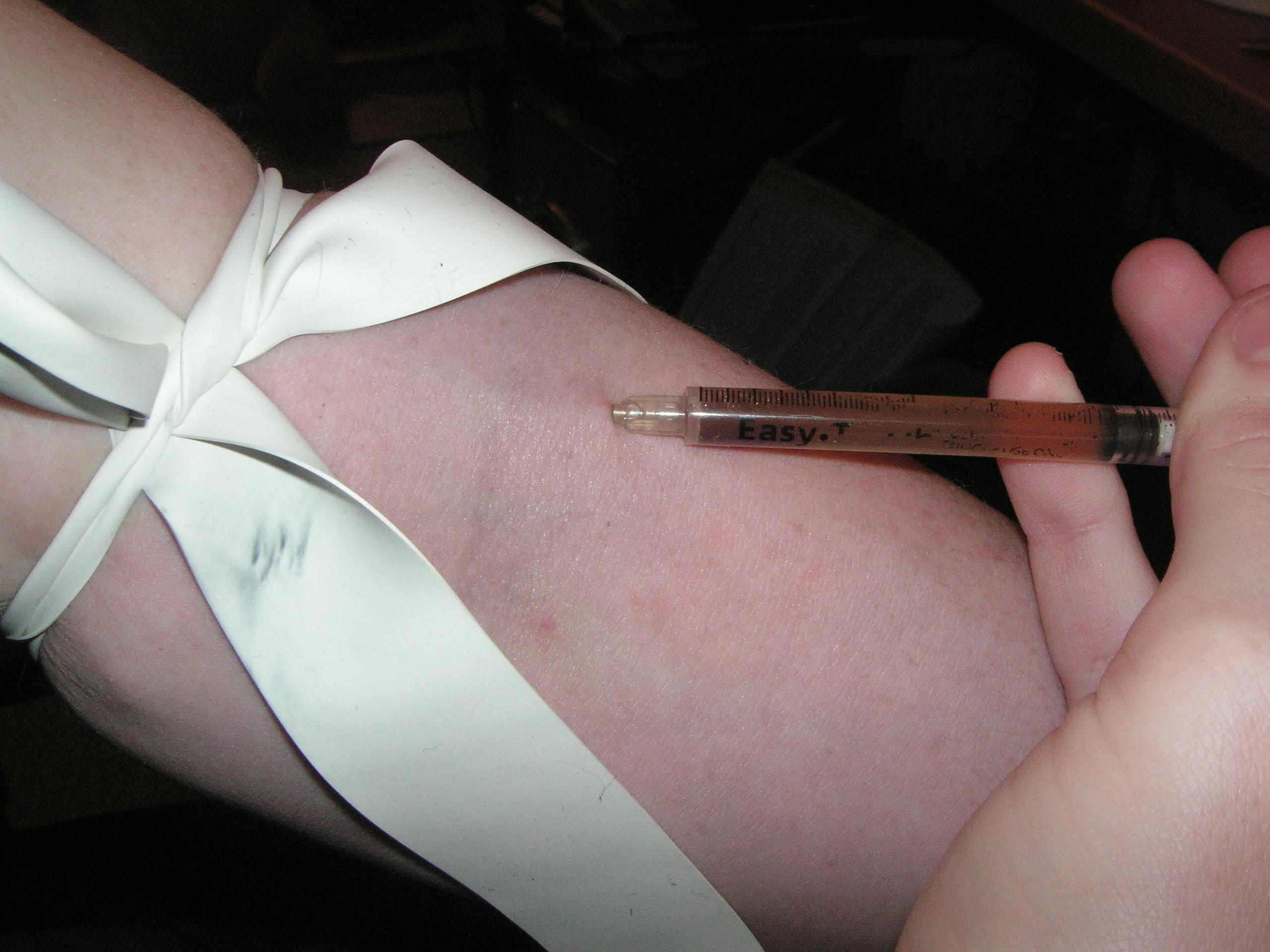
Iniekcja taniej, zanieczyszczonej heroiny

Kompot (polska heroina) – narkotyk otrzymywany domową metodą, którego produkcja opracowana została w połowie lat 70. XX w. przez studentów chemii Politechniki Gdańskiej. Kompot składa się z alkaloidów opium z przewagą morfiny, kodeiny i heroiny (nie zawiera czystej heroiny). Proces produkcji sprawia, że jest to substancja bardzo zanieczyszczona.
Kompot często mylony jest z mlekiem (mieszaniną bezwodnika octowego z wysuszonym mleczkiem makowym pozyskiwanym z niedojrzałych główek rośliny), którego produkcja jest „najczęściej kojarzona z narkomanami schyłku PRL” i stanowiła jedną z trzech metod domowego pozyskiwania narkotyków opartych na maku (trzecią było gotowanie wywaru ze słomy makowej, nazywanego zupą lub makiwarą, przeznaczonego do spożycia). Wśród wspominanych środków kompot był najtrudniejszy w produkcji, a zarazem najsilniej odurzający, pozostałe metody zaś cechowały się sezonową dostępnością.
Na Białorusi kompot jest najpopularniejszą substancją psychoaktywną wśród osób obserwowanych na liście nadzoru narkologicznego w placówkach ochrony zdrowia. W 1998 stanowili oni 75,8% zarejestrowanych, w 2012 zaś – 53%, przy czym ich liczba wzrosła 2,5 razy w latach 1998–2012.